# Frédéric Vasseur
Frédéric Vasseur (Draveil, 28 de maio de 1968) é um engenheiro francês especializado em automobilismo que atualmente ocupa o cargo de chefe da equipe de Fórmula 1 da Ferrari.

## Carreira
Frédéric Vasseur estudou aeronáutica e engenharia antes de iniciar sua carreira na Fórmula Júnior, criando sua própria equipe, a ASM. Conhecido por seu sucesso e talento, ele acabou se transferindo para a Fórmula 1 como diretor de corrida e, eventualmente, chefe de equipe da Renault Sport F1 Team antes de deixar a equipe em 2016 por causa de diferentes visões na gestão da equipe. Posteriormente, ele foi contratado pela Sauber em julho de 2017.

### ASM
Vasseur formou-se na ESTACA e fundou a equipe ASM em 1996 que, em parceria com a Renault, venceu o campeonato francês de Fórmula 3 com David Saelens em 1998, e a Fórmula 3 Euro Series em parceria com a Mercedes-Benz com Jamie Green, Lewis Hamilton, Paul di Resta e Romain Grosjean, de 2004 a 2007.

### ART Grand Prix
Em 2004, ele se juntou a Nicolas Todt para formar a equipe ART Grand Prix que venceu o campeonato da GP2 Series com Nico Rosberg em 2005 e Lewis Hamilton em 2006.

### Spark Racing Technology
No final de 2013, Vasseur obteve um contrato da FIA para construir 40 chassis para a temporada inaugural da Fórmula E por meio do seu novo empreendimento, a Spark Racing Technology; a empresa continuou com este contrato.

### Renault
Em 2016, Vasseur foi nomeado diretor executivo da nova equipe de Fórmula 1 Renault Sport F1 Team, cargo este que ele deixou em janeiro de 2017.

### Sauber
Em 12 de julho de 2017, a Sauber anunciou a contratação de Frédéric Vasseur como diretor geral e diretor executivo da Sauber Motorsport AG, além de ser nomeado chefe de equipe da Sauber F1 Team.
Em junho de 2018, foi noticiado que a Longbow Finance transferiu sua participação na Sauber para a Islero Investments AG, uma empresa com sede em Hinwil — mesma cidade-sede da equipe — criada pela Longbow Finance e,  que tem na sua composição acionária nomes como o próprio Frédéric Vasseur, além de Alessandro Bravi e Pascal Picci, este último foi presidente da equipe de Fórmula 1 da Alfa Romeo até o final de 2021.

### Alfa Romeo
No início de 2019, a equipe de Fórmula 1 da Sauber foi renomeada para Alfa Romeo. Porém, a propriedade e a administração da equipe permaneceram inalteradas e independentes; com Vasseur permanecendo nos cargos de diretor executivo e chefe da equipe.

### Ferrari
Em 13 de dezembro de 2022, a Scuderia Ferrari anunciou que após a saída do ex-chefe de equipe Mattia Binotto, nomeou Vasseur como seu substituto a partir da temporada de 2023. Ele se tornou o quarto não italiano e o segundo francês a comandar a Scuderia, depois de Jean Todt.